# NGC 819
NGC 819 is een spiraalvormig sterrenstelsel in het sterrenbeeld Driehoek. Het hemelobject werd op 20 september 1865 ontdekt door de Duits-Deense astronoom Heinrich Louis d'Arrest.

## Synoniemen
- PGC 8174
- UGC 1632
- ZWG 504.17
- KUG 0205+289
- IRAS02056+2859